# Niphanda cymbia
Niphanda cymbia är en fjärilsart som beskrevs av De Nicéville 1884. Niphanda cymbia ingår i släktet Niphanda och familjen juvelvingar. Inga underarter finns listade i Catalogue of Life.

## Bildgalleri

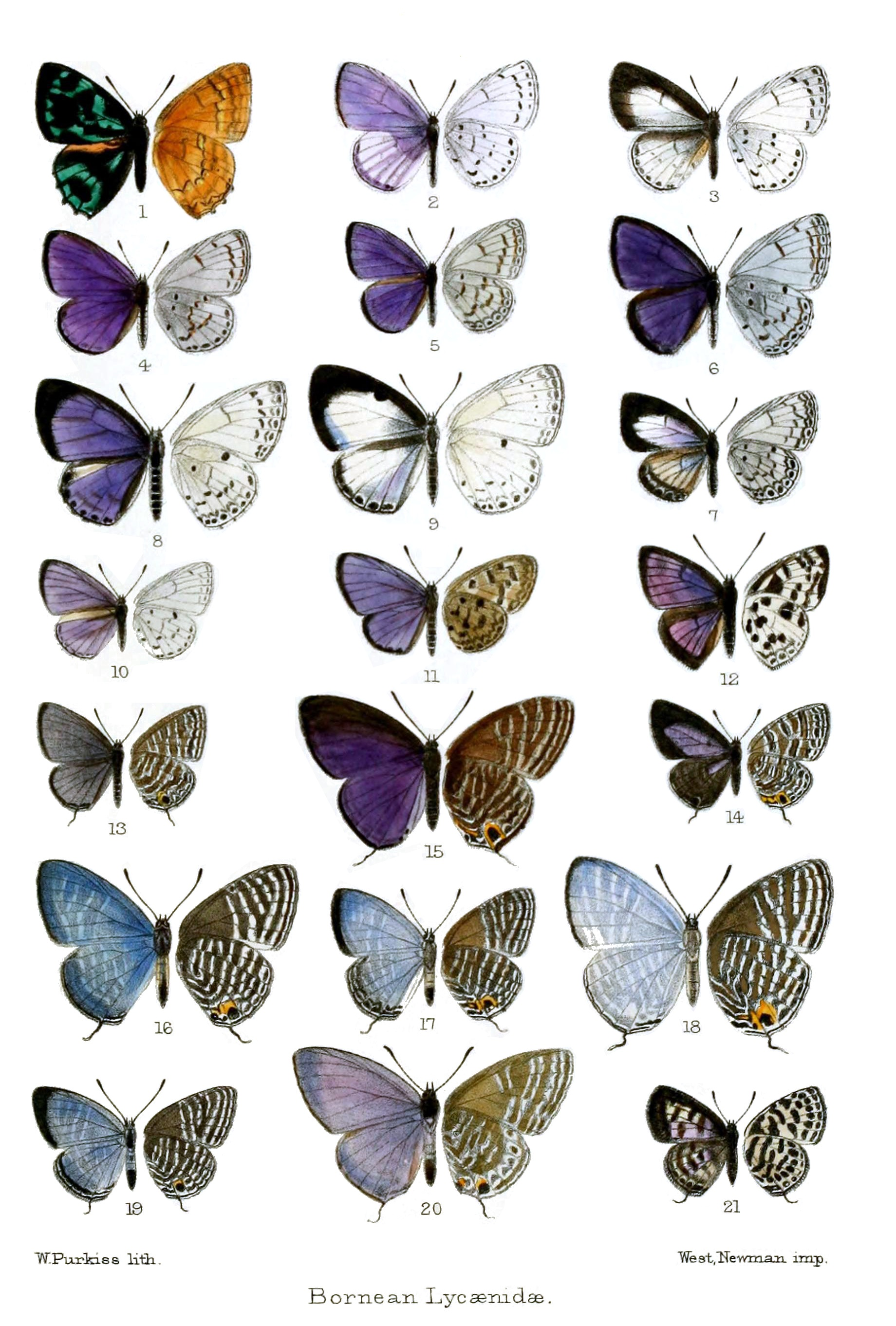
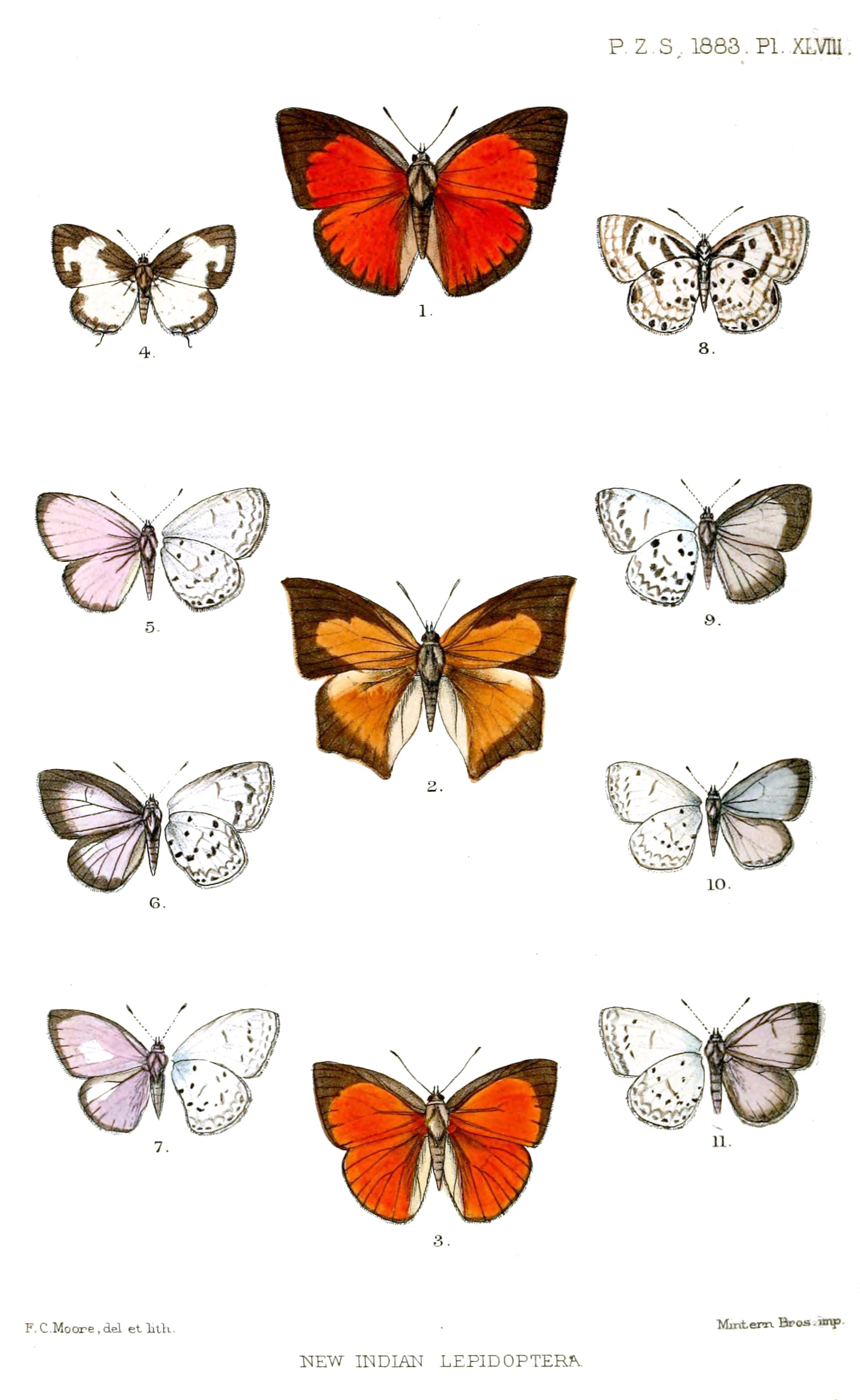
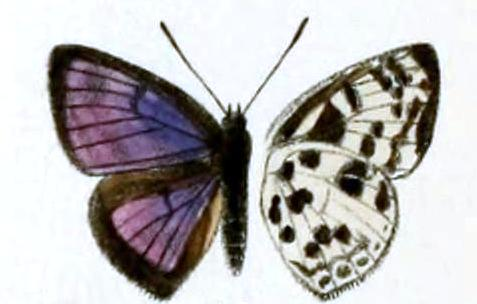